# Entrelinhas
Entrelinhas foi um programa de televisão exibido pela TV Cultura, de 2005 a março de 2012, e apresentado pela atriz Paula Picarelli. Em 2013 se transformou em um quadro do programa Metrópolis. 
O quadro procurava apresentar o universo literário, suas obras, seus autores e leitores com uma linguagem mais acessível ao grande público, bem como lançamentos de novas obras ou reedição de antigas.
O Metrópolis atualmente não tem em seus quadros o Entrelinhas e Manuel da Costa Pinto passou a apresentar o programa "Comtexto" no canal Arte 1 a partir de 2018.